# Janet Mikhail
Janet Mikhail (arab. جانيت ميخائيل, ur. w 1945 lub 1946) – palestyńska polityczka i samorządowiec, w latach 2005–2012 burmistrzyni Ramallah.
Jako pierwsza kobieta w historii Palestyny pełniła urząd burmistrza.

## Życiorys
Wychowywała się w Ramallah razem z pięcioma braćmi i trzema siostrami. Przez dwa lata studiowała w Stanach Zjednoczonych. Przez dwadzieścia lat pracowała jako dyrektorka szkoły w Ramallah. Pełniła także funkcję doradczyni w Ministerstwie Edukacji.
Została członkinią Ludowego Frontu Wyzwolenia Palestyny. W wyborach samorządowych w 2005 roku, które odbywały się po raz pierwszy po blisko 30 latach, kandydowała do rady miejskiej Ramallah z apartyjnego komitetu Ramallah for All. Jej komitet uzyskał 6 z 15 miejsc w radzie. Na pierwszej sesji w grudniu tego samego roku, ubiegała się o urząd burmistrza przeciwko Ghaziemu Hanani, radnemu z partii Al-Fatah. Głosami radnych swojego komitetu, a także 3 radnych Hamasu została wybrana burmistrzynią Ramallah. Tym samym została pierwszą kobietą w Palestynie pełniącą urząd burmistrza. Zastąpiła na tym stanowisku urzędującego od 1999 roku Ayouba Rabaha.
22 października 2012 roku na stanowisku burmistrza zastąpił ją Musa Hadid.

## Życie prywatne
Deklaruje się jako chrześcijanka, jest niezamężna.